# Зозуля бліда
Зозу́ля бліда (Cacomantis pallidus) — вид зозулеподібних птахів родини зозулевих (Cuculidae). Мешкає в Австралазії.

## Опис

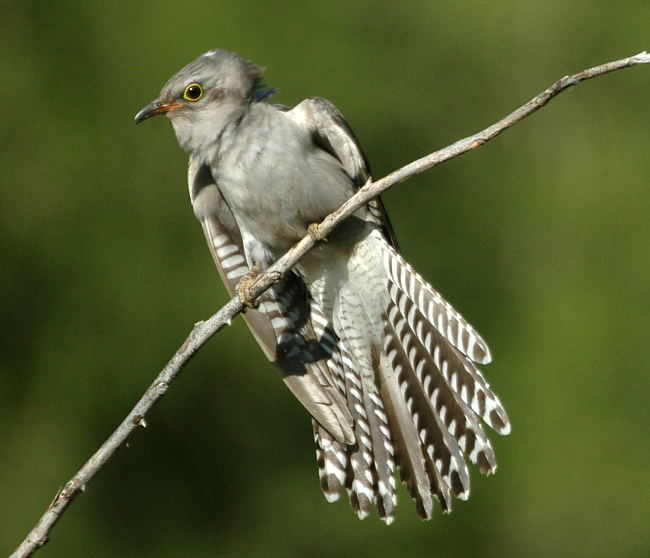
Бліда зозуля

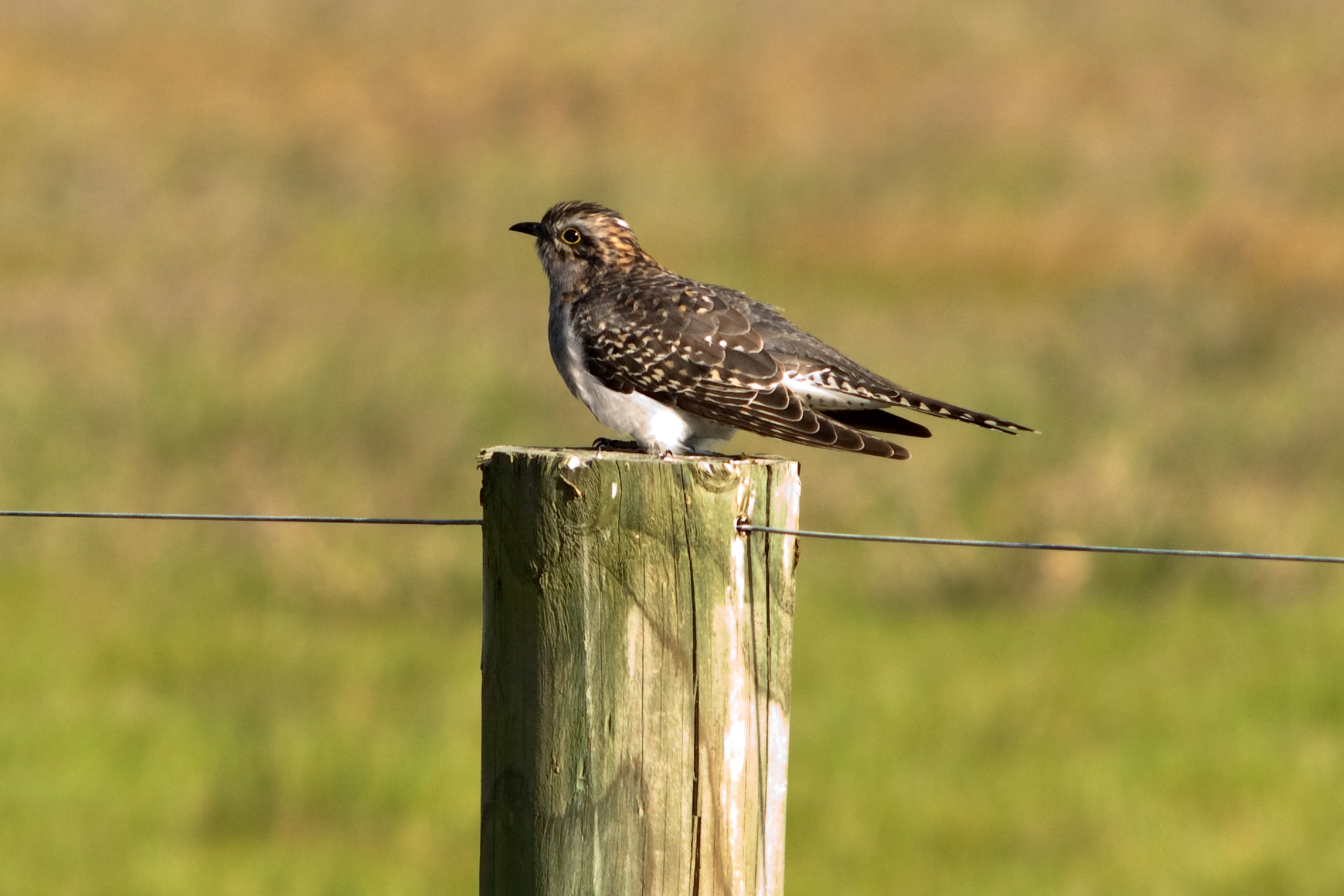
Бліда зозуля (темна морфа)

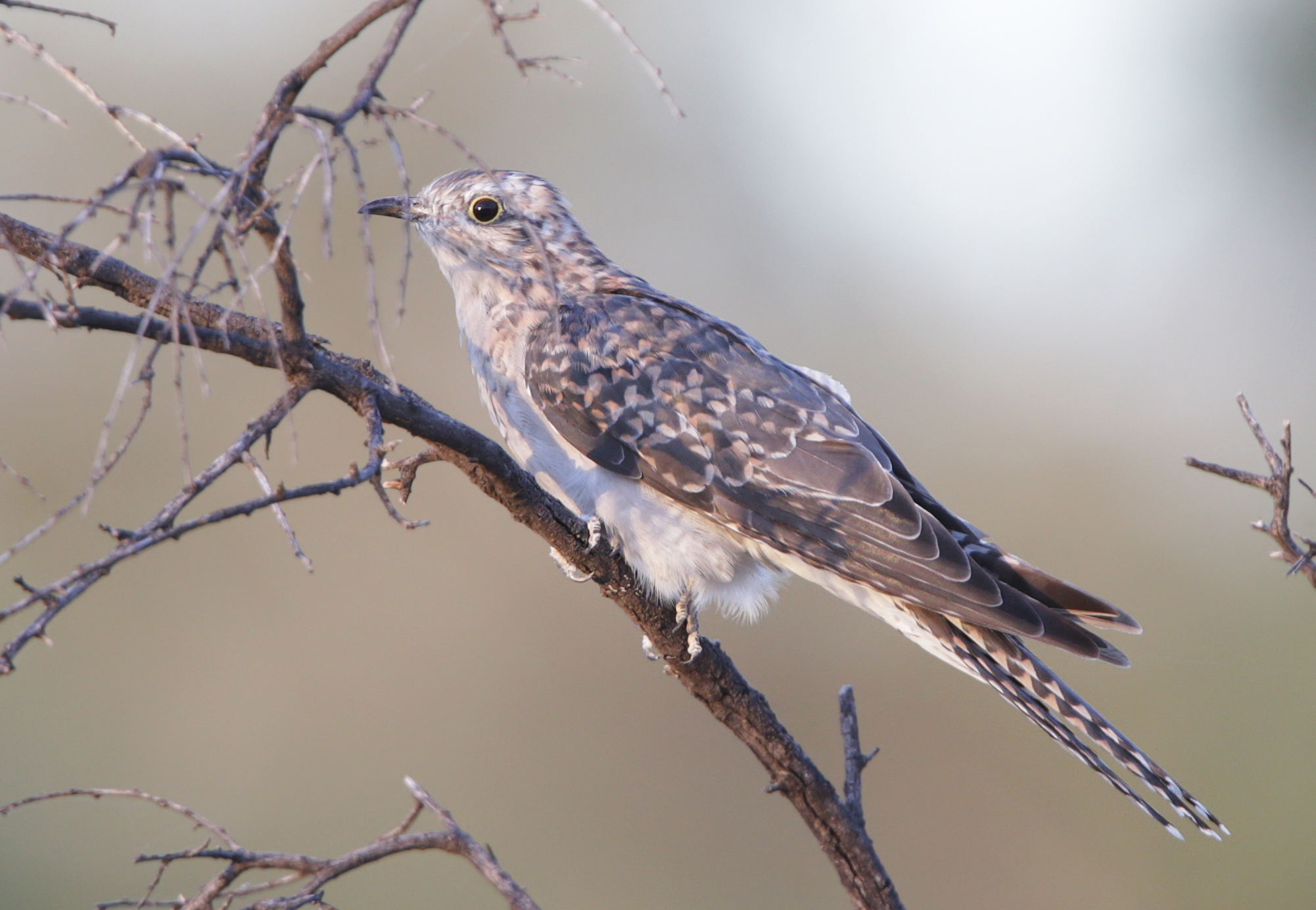
Бліда зозуля

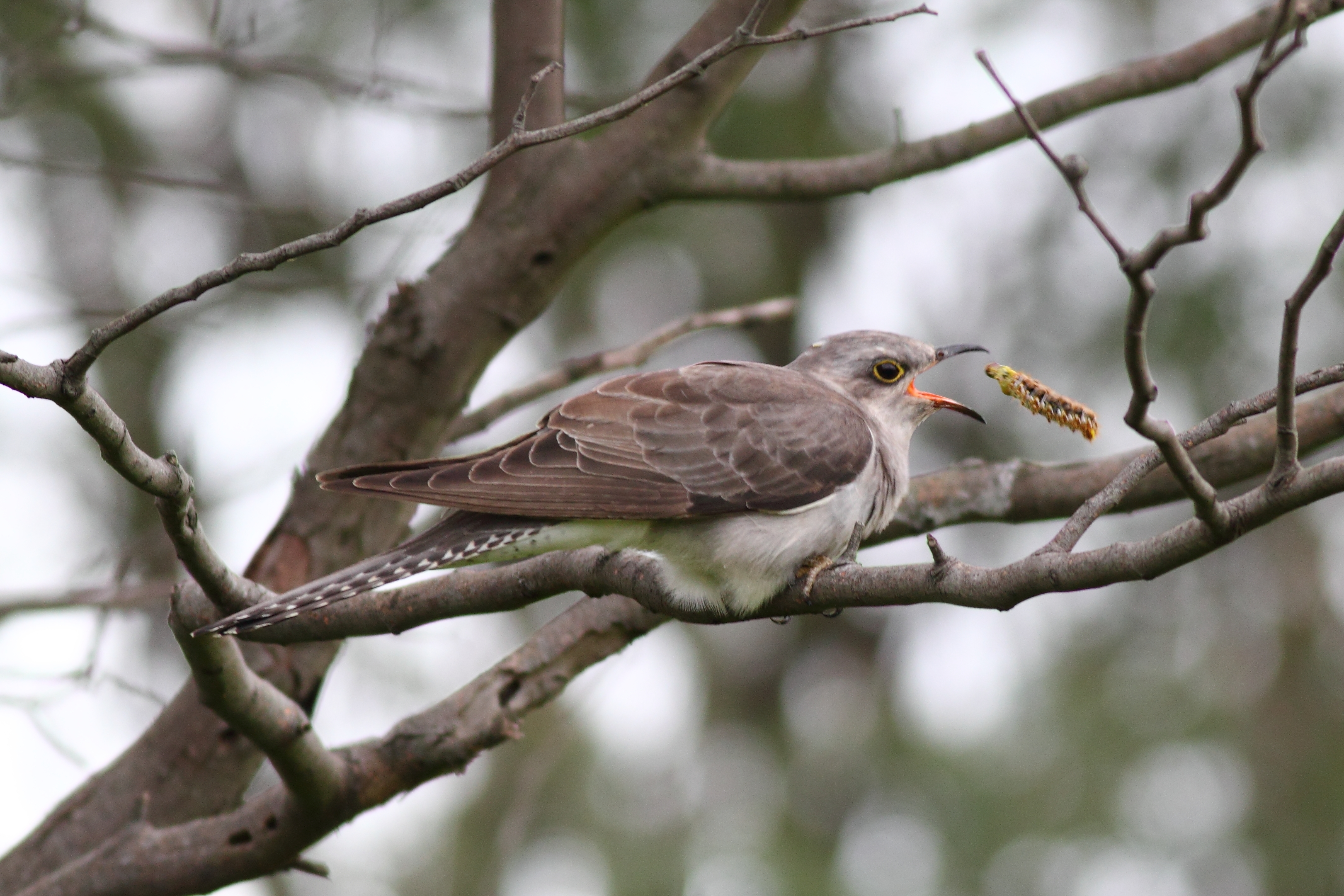
Бліда зозуля поїдає гусінь

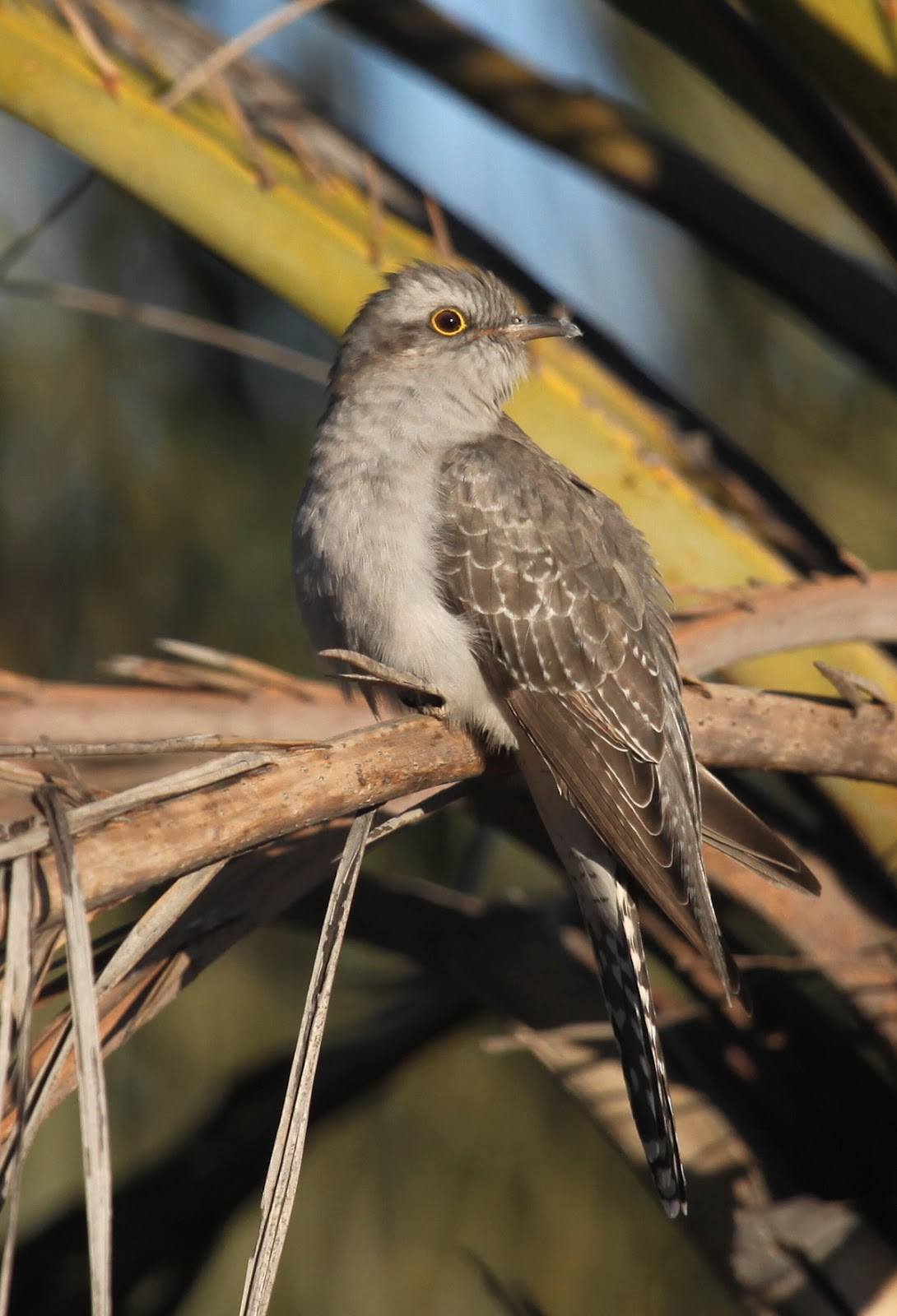
Бліда зозуля

Бліді зозулі — зозулі середнього розміру, середня довжина яких становить 31 см, вага 64-118 г. Голова у них відносно невелика у порівнянні з тілом, дзьоб дещо вигнутий, довжиною 26 мм. Крила довгі, загострені, у самців їх довжина становить 19,3 см, у самиць 19,1 см. Хвіст довгий, стернові пера досягають 16 см, на кінці вони округлі.
У самців світлої морфи голова, шия і верхня частина спини сизі. На потилиці є малопомітна біла пляма, над очима темно-сірі "брови". які у деяких особин продовжуються на шиї з боків. Решта верхньої частини тіла темно-сіра або сірувато-коричнева, на надхвісті білі плями. Махові пера і покривні пера крил мають таке ж забарвлення, як і верхня частина тіла, однак мають вузькі білі краї. Нижня частина тіла блідо-сіра, хвіст темно-коричневий. всі стернові пера, за винятком центральної пари, поцятковані білими плямами. 
У самців темної морфи верхня частина тіла більш темна, коричнева, потилиця у них бурувата, крила поцятковані дрібними білими плямками.
У самиць темної морфи тім'я і потилиця чорнувато-бурі, поцятковані рудувато-коричневими смужками, на потилиці у них біла пляма. Над очима білуваті "брови". Верхня частина спини темно-коричнева, пера на ній мають рудувато-коричневі краї. Решта верхньої частини тіла блідо-сиза, поцяткована білими, коричневими і рудувато-коричневими плямами. Крила темно-коричневі, поцятковані рудувато-коричневими і блідо-сизими плямами. Нижня частина тіла блідо-сиза, груди поцятковані дрібними блідо-сизими плямками, боки і гузка поцятковані сизі смужки. Стернові пера білі, поцятковані поперечними білими смугами або білими плямками.
Забарвлення самиць світлої морфи нагадує проміжну форму між самцями світлої морфи і самицями темної морфи.
Райдужки карі або темно-карі, навколо очей білі або жовті кільця. Дзьоб тьмяно-чорний або чорнувато-коричневий, біля основи світліший. Верхня частина дзьоба біля основи і його кінчик білуваті, внутрішня частина дзьоба жовта або тьмяно-оранжева, у молодих птахів білувата або білувато-рожева. Лапи оливкові або тьмяно-жовті.
Забарвлення молодих птахів помітно відрізняється від забарвлення дорослих птахів. Лоб, обличчя, підборіддя і горло у них темно-сірі, через що обличчя загалом здається дуже темним. У деяких особин горло поцятковане білими смужками. Тім'я, потилиця і задня частина шиї чорнувато-коричневі, поцятковані білими смужками. Над очима помітні яскраво-білі "брови". які ідуть до шиї з боків. Через очі ідуть чорні смуги, які проходять через шию до верхньої частини грудей з боків. Під дзьобом білуваті "вуса". Надхвістя темно-коричневе, поцятковане білуватими або світло-коричневими смужками. Верхні покривні пера хвоста темно-коричневі, поцятковані тонкими білими смужками. Хвіст зверху темно-коричневий, стернові пера поцятковані білими і блідо-коричневими плямами. Верхня частина грудей темно-коричневі, поцятковані білуватими смужками, решта нижньої частини тіла білувата, поцяткована сірувато-коричневими смужками. Райдужки карі, навколо них світло-жовті кільця. Дзьоб сірий, біля основи і на кінчику білуватий. Лапи блідо-рожеві.

## Поширення і екологія
Бліді зозулі широко поширені на материковій частині Австралії і на Тасманії. Південні популяції взимку мігрують до Центральної Австралії та до Північної Території, північні популяції є осілими. Найбільша щільність популяції спостерігається на півдні континенту. Деякі бліді зозулі зимують на півдні Нової Гвінеї, а також на Тиморі, Флоресі та деяких інших Малих Зондських островах, поодинокі птахи залишаються зимувати на півдні Австралії і на Тасманії. Поодинокі бродячі бліді зозулі спостерігалися у Новій Зеландії, на Острові Різдва та на островах Лорд-Гав, Норфолк і Маккуорі. 
Бліді зозулі живуть в різноманітних природних середовищах, переважно у відкритих евкаліптових і акацієвих лісах з невеликою кількістю підліску, в рідколіссях і чагарникових заростях маллі. Часто зустрічаються в гаях камальдульських евкаліптів на берегах річок та інших водойм. Також бліді зозулі зустрічаються у лісистих саванах, в прибережних чагарникових заростях, соснових насадженнях, в парках і садах у передмістях, в мангрових заростях і навіть в пустелях, за умови, що в них є поодинокі дерева і чагарники. Найменш вони поширені в густих тропічних лісах.

## Поведінка
Бліді зозулі зустрічаються переважно поодинці. В період розмноження часто можна почути їх крики, їх часто можна помітити, коли вони кричать, сидячи на відкритому місці; в негніздовий період вони менше кричать і тому менш помітні. Політ швидкий і прямий, в польоті помітна невелика голова, довгі, загострені крила і довгий, округлий хвіст птаха. Сидячи на гілці, бліді зозулі підіймають і опускають свій хвіст. Коли вони відпочивають, їх крила є дещо опущені. 
Бліді зозулі живляться переважно волохатою гусінню, а також жуками, кониками, метеликами, павуками, дощовими черв'яками і ягодами омели. Птахи шукають їжу серед листя на деревах і на землі. Під час негніздового періоду вони іноді приєднуються до змішаних зграй птахів.

### Розмноження
Бліді зозулі, як і багато інших зозуль, практикують гніздовий паразитизм. Вони відкладають яйця в гнізда 113 видам птахів, більше половина з яких належить до родини медолюбових. Зазвичай яйце птаха-хазяїна схоже на яйце зозулі. Якщо ці яйця значно відрізняються, птахи-господарі викидають яйця зозуль зі свого гнізда.
Подібно до звичайних зозуль, бліді зозулі викидають яйця птахів-хазяїв з гнізда, коли відкладають власні. Протягом 48 годин після вилуплення пташеня зозулі викидає з гнізда інші яйця або пташенят. Крик пташенят зозулі гучний і наполегливий, викликає у птахів-хазяїв стимул до годування. За деякими спостереженнями, бліді зозулі іноді годують власних пташенят, що ростуть в чужому гнізді, ягодами омелі і гусінню. Успіх насиджування відносно невеликий — пташенята вилуплюються лише з 32 зі 100 відкладених яєць, а доживають до того, щоб покинути гніздо, лише 13-14.